# 入境事務學院
入境事務學院（英語：Immigration Service Institute of Training and Development）成立於1997年，隸屬於入境事務處，負責訓練香港募入境事務人員。

## 歷史
入境事務學院負責入境事務隊成員的培訓，制訂每年的培訓及員工專業發展計劃，推行在職訓練及檢討有關課程的成效，並致力為入境事務隊成員提供訓練課程與學習資源，確保各成員具備所需的技能，以應付不同挑戰。此外，學院亦在部門內積極推廣終身學習的文化。新入職的入境事務主任完成資歷架構下的入職訓練後，可獲頒發「入境事務及管制管理專業文憑」，級別屬香港資歷架構第五級，與本地學士學位同等。在職的入境事務助理員完成旅客出入境檢查課程後，可獲頒發「出入境管制及旅客出入境檢查專業文憑」，級別屬香港資歷架構第四級，與本地副學士學位或高級文憑同等。

## 設施

### 基本設施
步操場、課室、演講廳、室內游泳訓練池、學習資源中心、訊息資源中心、障礙訓練場、健身中心及建有高架跑道的室內運動場

### 特別設施
快檢通訓練中心、自助出入境檢查系統訓練中心、視像錄影會面室及模擬法庭 

## 訓練

### 入境事務助理員基本訓練課程
入境事務助理員接受為期約14星期的留宿訓練。

### 入境事務主任基本訓練課程
入境事務主任接受為期約27星期的留宿訓練。

## 以入境事務學院為題的作品
ID精英 (2009年)